# Schematyzm Wojskowy Cesarstwa Austrii
Schematyzm Wojskowy Cesarstwa Austrii (niem. Militär Almanach und Schematismus) – austriacki rocznik wojskowy, który był cały czas publikowany w języku niemieckim.
Początkowo do 1814 roku wydania roczników wojskowych rozpoczynały się od kalendarza, a następnie zawierały spis generałów, oficerów i urzędników wojskowych, uszeregowanych według rodzajów broni, jednostek i instytucji wojskowych. W obrębie jednostek osoby uporządkowane zostały według stopnia wojskowego oraz starszeństwa.
Roczniki z lat 1815–1817 posiadały kalendarz i były bardziej szczegółowe. Następne roczniki, aż do końca istnienia monarchii, posiadały stałe elementy: spis treści i lista skrótów, genealogia domu cesarskiego, centralne władze wojskowe, wojskowe władze terytorialne, lista feldmarszałków, generałów i pułkowników, adiutantura, dowództwa twierdz, miast i placów, kawalerowie Orderu Marii Teresy, gwardie, formacje wojskowe (piechota, kawaleria, artyleria, wojska inżynieryjne i techniczne, Marynarka Wojenna, zakłady wojskowe, służby, zmiany zaszłe w trakcie druku, indeksy. 
W strukturze wydawnictwa pojawiały się także sukcesywnie listy starszeństwa (Rangliste) oficerów poszczególnych broni i służb. Początkowo były to jedynie uporządkowane spisy dla formacji technicznych, następnie od 1865 roku dla oficerów strzelców, od 1868 roku dla wszystkich rodzajów broni i służb.
Od 1790 roku rocznik ukazywał się pod tytułem: Oesterreichischer Militär-Almanach für das Jahr…, a w latach 1804–1808 pod tytułem: Schematismus der Kais. Königl. Armée für das Jahr… (Militär-Almanach Nro XV–XIX). W latach 1810–1814 rocznik ukazywał się pod tytułem: Schematismus der Oesterreichisch-Kaiserlichen Armee für das Jahr… (numery XX–XXIV). Po 1815 roku roczniki ukazywały się pod tytułem: Militär-Schematismus des österreichischen Kaiserthums für das Jahr… 
Po 1870 roku z powodu zmiany państwa na dualistyczną monarchię i podzieloną armię, podzielono także wojskowe roczniki sprawozdawcze. Armia wspólna (Heer), austriacka obrona krajowa (Landwehr) oraz węgierska obrona krajowa (Honved) otrzymały własne roczniki sprawozdawcze. Rocznik armii wspólnej zawierał opisy obsad personalnych i struktur marynarki wojennej, zaś roczniki poszczególnych obron krajowych zawierały opisy formacji żandarmerii. 
Do 1889 roku roczniki dla armii wspólnej ukazywały się pod tytułem: Kais. Königl. Militär-Schematismus für…, a od 1890 roku Schematismus für das kaiserliche und königliche Heer und für die kaiserliche und königliche Kriegsmarine für… 
W czasach I wojny światowej (od 1916 r.) roczniki wojskowe ukazywały się jako Ranglisten des kaiserlichen und koniglichen Heeres. W latach 1809, 1849, 1869 roczniki nie ukazały się